# フライドポテト自動販売機

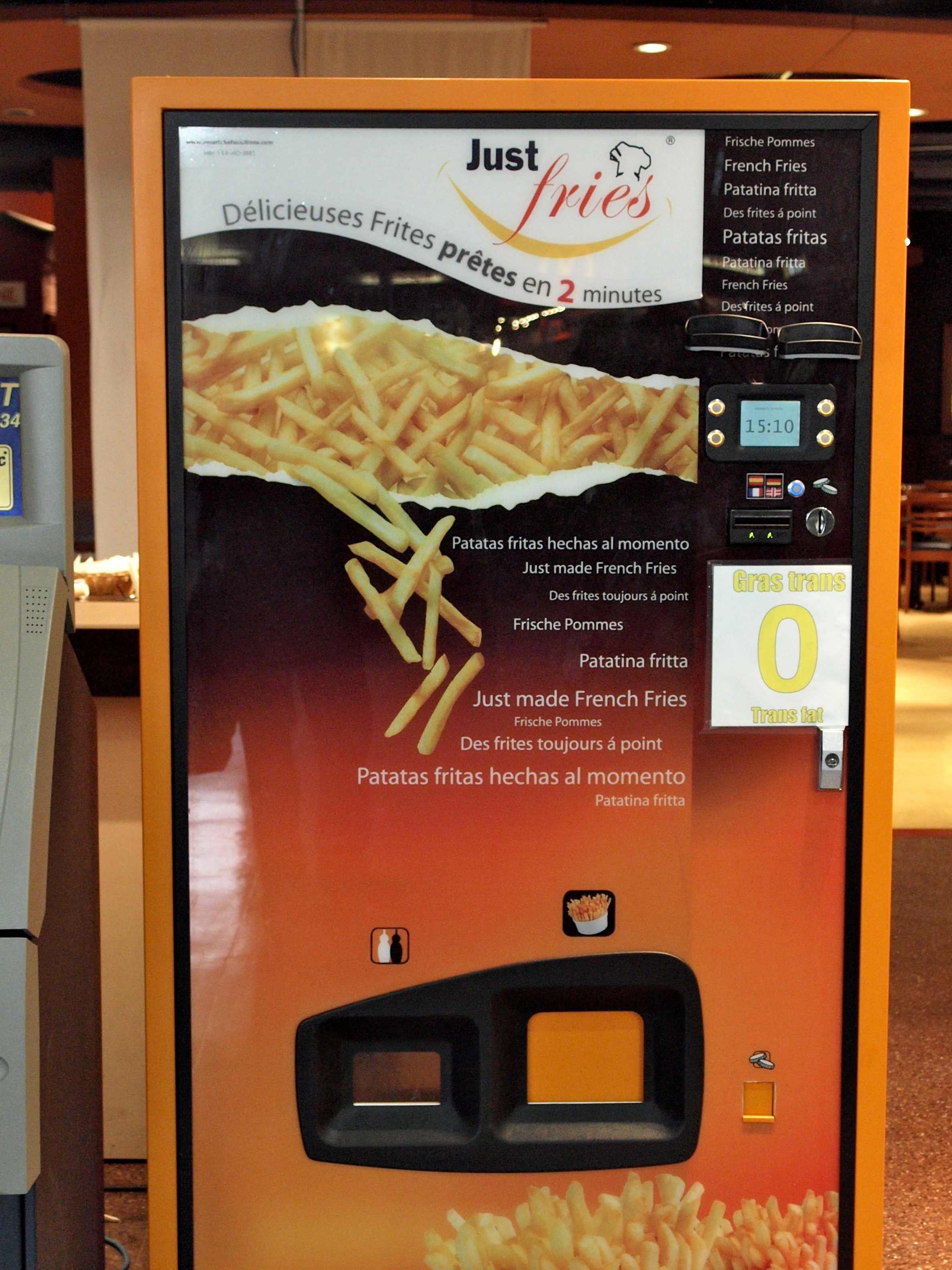
カナダのモントリオール中央駅に設置された「ジャスト・フライズ」シリーズのフライドポテト自動販売機。

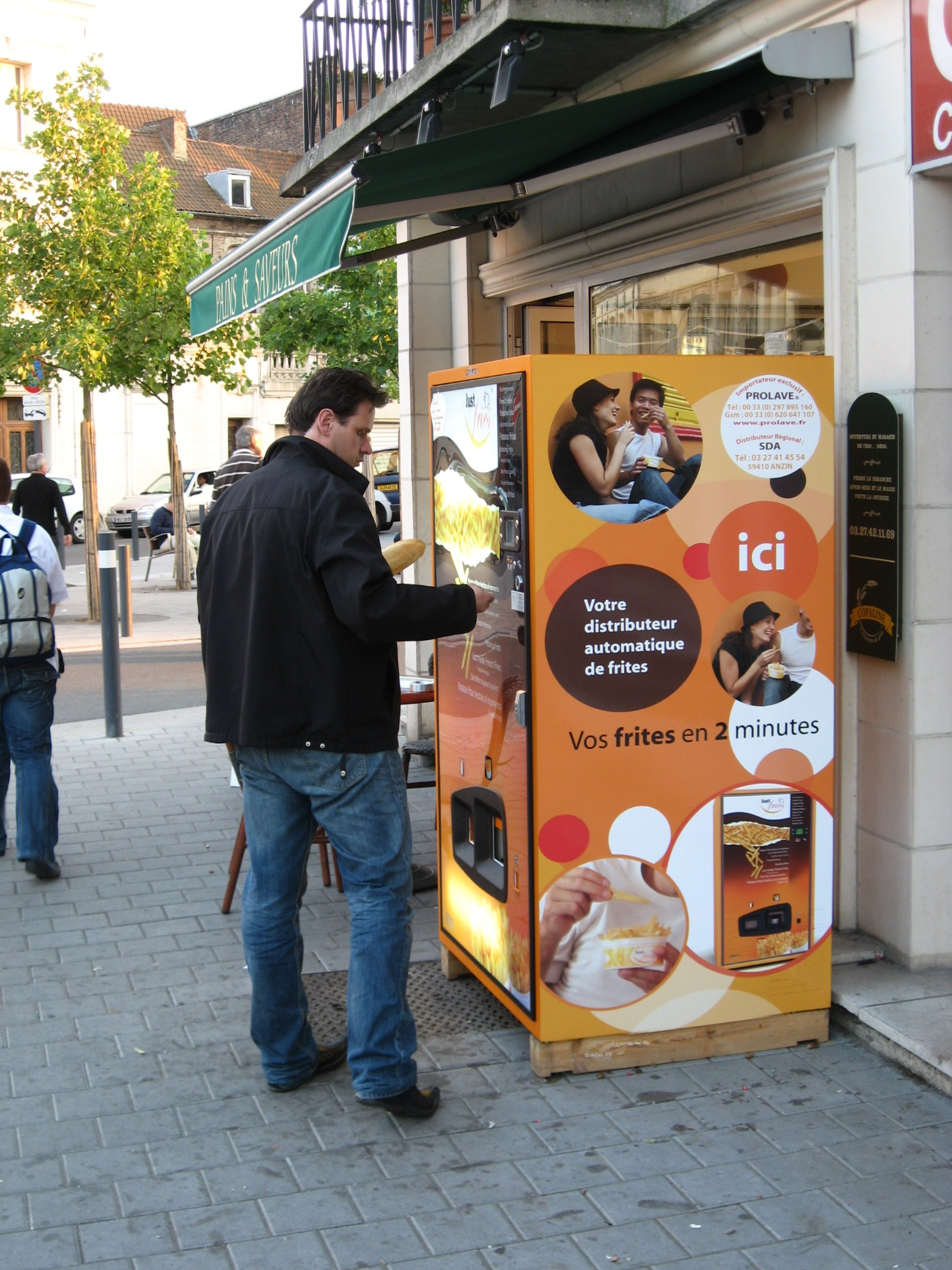
フランスのヴァランシエンヌに設置されたジャスト・フライズの側面。

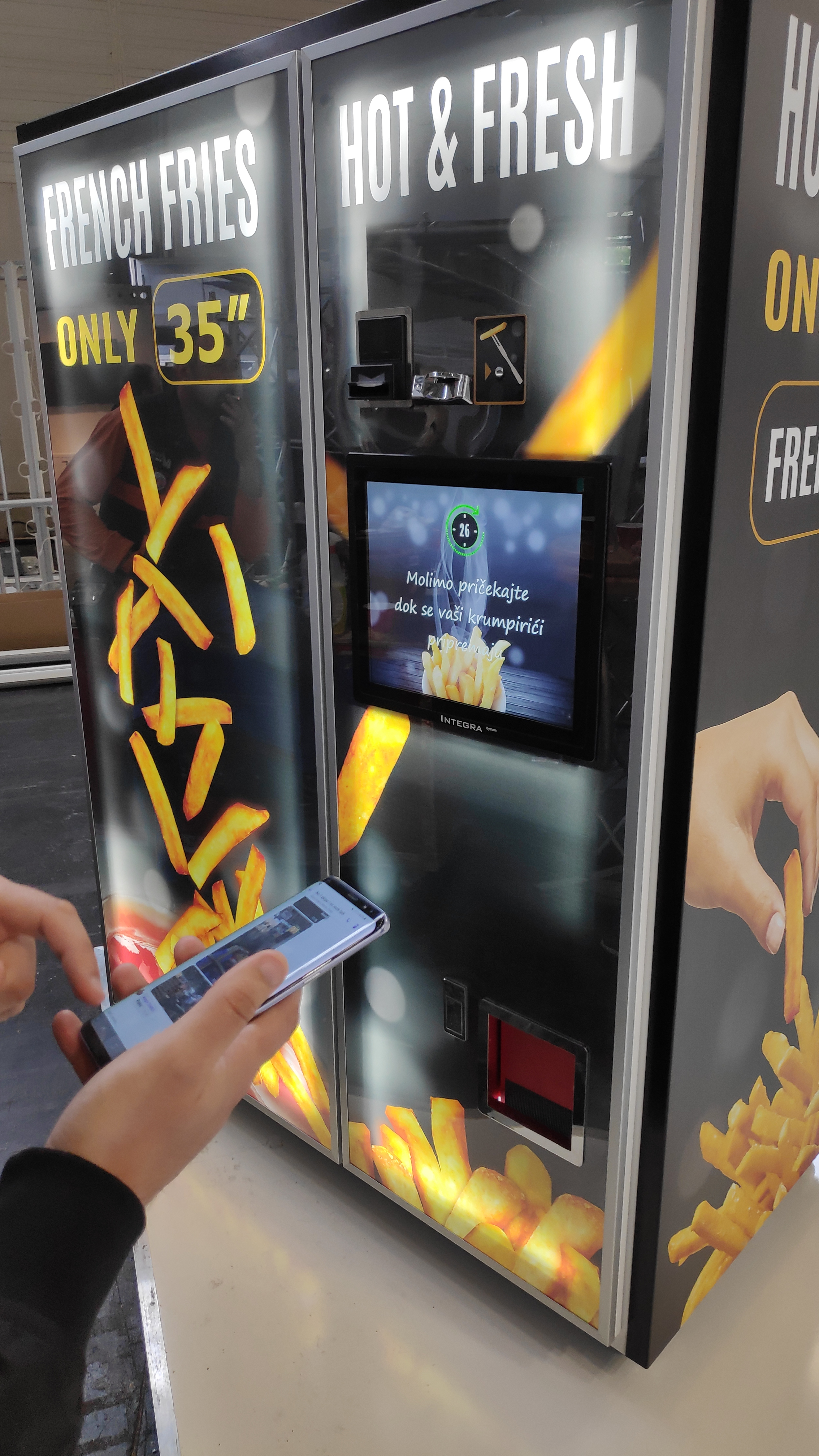
ドイツのケルンで開催された自動販売機とコーヒーの国際展示会 Eu'Vend and coffeena 2019 において。Integra 社の自動販売機「サラトガ」は35秒間でポテトを提供する。

フライドポテト自動販売機（フライドポテトじどうはんばいき、英: french fry vending machine）は、温かいフライドポテトを提供する自動販売機の一種。1965年ごろから様々な企業によって開発・販売されてきた。提供されるフライドポテトには冷凍品や粉末成形のものがあり、油で揚げたり温風で温めて提供される。

## 機種と製造者の例

### 初期
オーストラリアの企業プレシジョン・フライ・フーズ（現存せず）は1982年1月にフライドポテト自動販売機「ミスター・フレンチフライ」の意匠登録を行っている。この機種は60秒でフライドポテトを揚げることができ、1食分の価格は20セント硬貨3枚だった。ポテトを入れるカップの底部裏面に塩の小袋が付属した。
米国では1970年代からフライドポテト自動販売機が存在したとされる。ハウザー・ヴェンディング社は「ミスター・クリスピーズ」と名付けられた自動販売機を1980年ごろから稼働させた。1990年9月時点の同機種は、粉末成形ではないポテトを185 °Cのひまわり油で40秒ほど揚げる仕組みで、500食分が調理されるごとに油が交換された。故障時に自動停止する機能や消火機能も搭載されていた。そのほか米国では2000年代までに、冷凍の調理済みフライドポテトを温風加熱して提供する機種や、粉末マッシュポテトを内部で成形して揚げる機種が存在していた。

### 2000年代以降
中国深圳の企業 Beyondte Technology は、およそ95秒で熱いフライドポテトを提供する自動販売機「ロボ・フレンチフライ」の開発を2008年ごろに開始した。同社は後にベルギーの Breaktime Solutions に買収され、ロボ・フレンチフライはベルギー人の嗜好に合わせて開発が進められた。2013年夏にブリュッセルでフィールドテストが行われ、1食が3.50米ドル相当で販売された。塩、ケチャップ、マヨネーズ、ハリッサが付属した。本体の重量は340 kgで、植物油のほかベルギーで好まれる牛脂を揚げ油として使用できた。サービス作業は人力で行われ、150食ごとに内部清掃が必要だった。換気システムは3重のフィルターで臭気対策を行っていた。『ニューヨーク・ポスト』はロボ・フレンチフライを「自動販売機のロールス・ロイス」と呼んだ。
ロシアの企業 E-Vend Technology は米国の技術を用いて中国およびイスラエルでフライドポテト自動販売機を製造している。この機種は約45秒間で冷凍フライドポテトを温風解凍して提供する。
スロバキアのリプトフスキー・ミクラーシュに拠点を置く Fotolook 社もフライドポテト自販機を販売している。
2015年9月、オランダのヴァーヘニンゲン大学の学生と起業家のチームによって、冷凍フライドポテトを油で揚げる自動販売機のプロトタイプが発表された。調理時間は開始から提供まで約2分で、紙カップに入れて提供される。ポテトが潰れたり折れたりするのを防ぐ専用ディスペンサーが採用されていた。

## ギャラリー

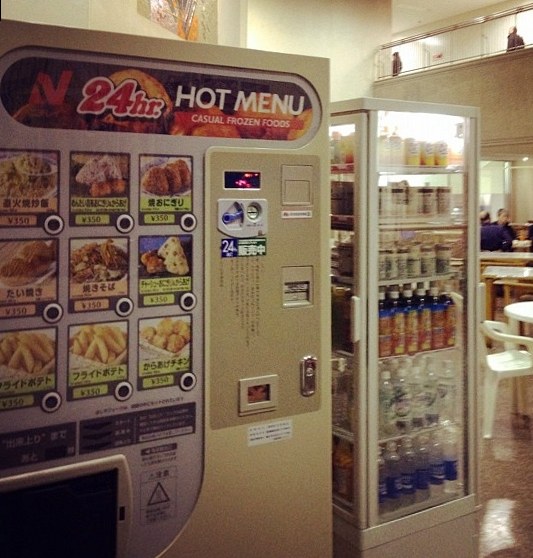
ニチレイ製、電子レンジ解凍方式の自動販売機（東京、2012）。稼働は1991年から。ラインナップ中にフライドポテトがある[16]。
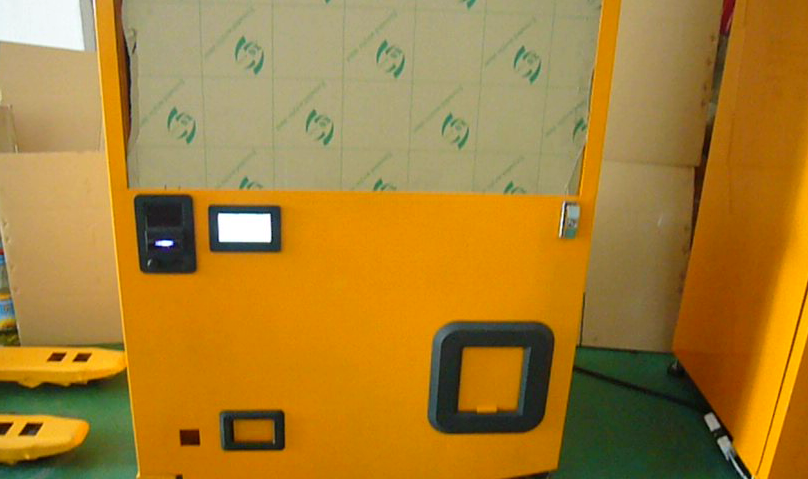
Beyondte 社の自動販売機（未使用）の前面 (2012)。
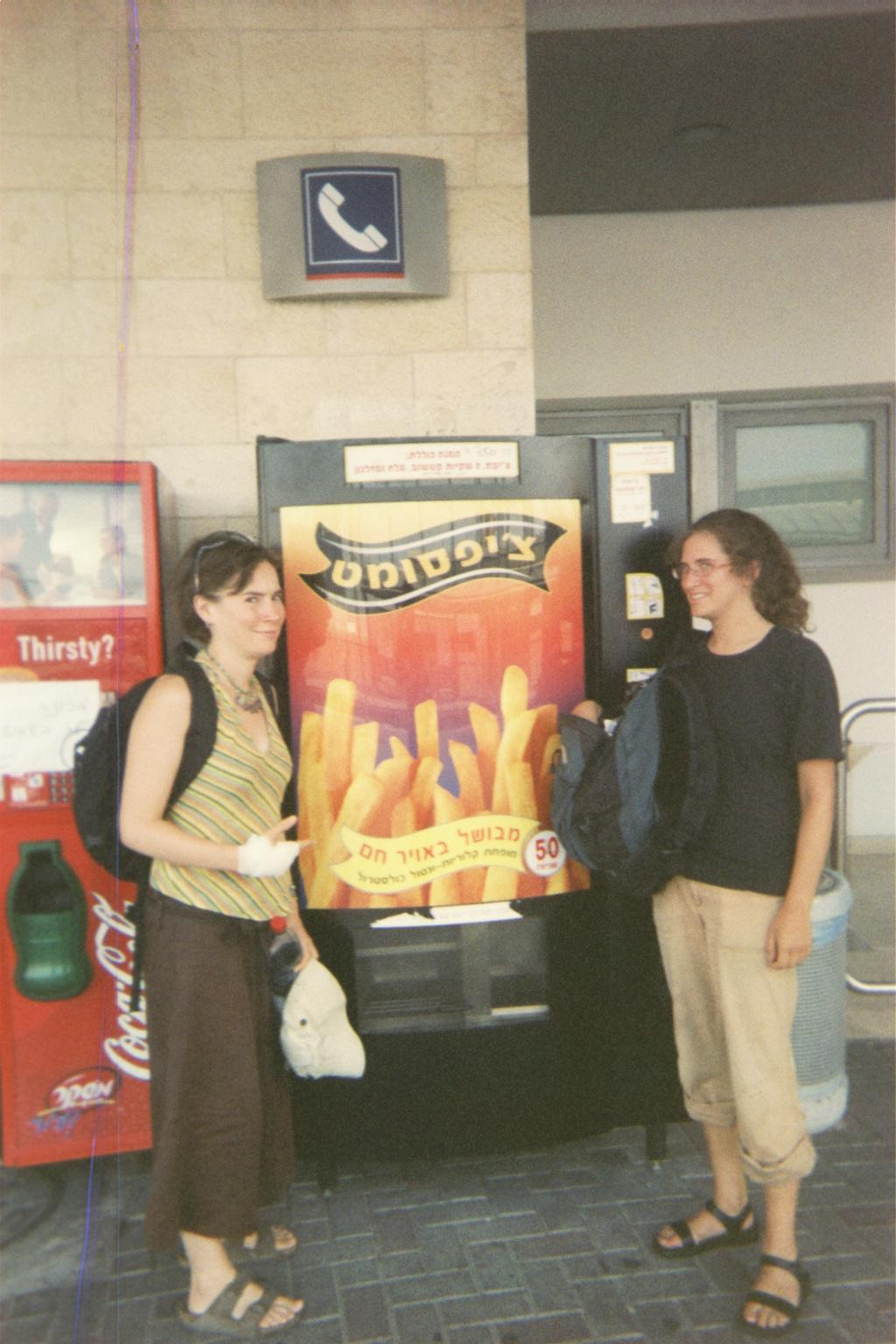
イスラエルのツファットに設置された自動販売機 (2005)。
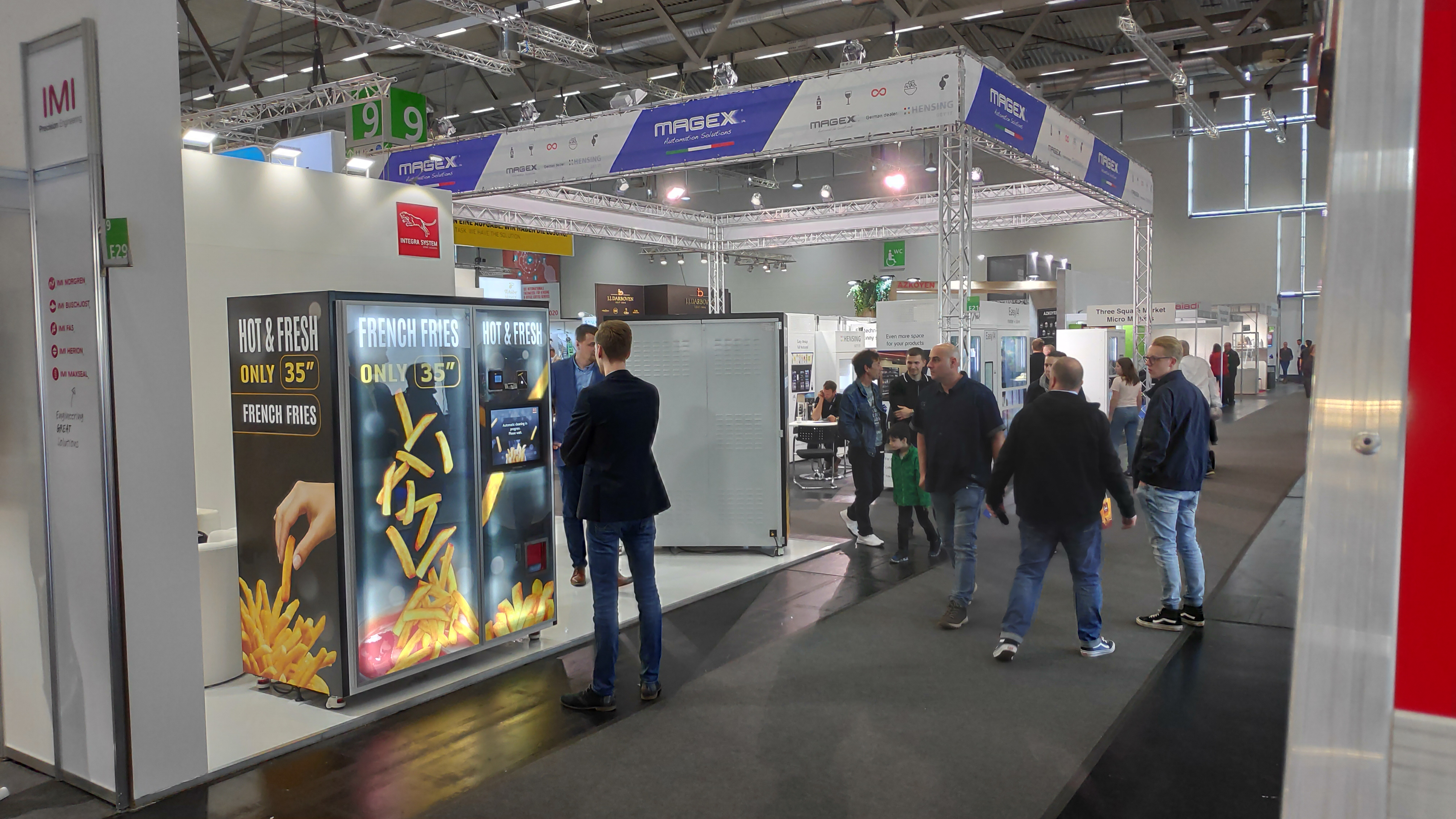
Eu'Vend and coffeena 2019、Integra 社のブース。

## 関連文献
- “Shuttle insulation keeps machine cool, too”. Volume 67, Issues 11-15.   Machine Design. pp. 50 (1995年). 2025年6月2日閲覧。 “A new french-fry vending machine works more like a hot-air corn popper than a deep fryer. One of the biggest challenges in designing the machine was insulating the oven ...” (要購読契約)